# Peter Polansky
 Peter Polanky  nacido el 15 de junio de 1988, en North York, en Ontario es un tenista profesional canadiense.

## Carrera
Su ranking individual más alto logrado en el ranking mundial ATP, fue el n.º 115 el 31 de julio de 2017. Mientras que en dobles alcanzó el puesto n.º 135 el 3 de febrero de 2014.
Hasta el momento ha obtenido 7 títulos de la categoría ATP Challenger Series, seis de ellos, en modalidad de dobles.

### Copa Davis
Desde el año 2007 es participante del Equipo de Copa Davis de Canadá. Tiene en esta competición un récord total de partidos ganados/perdidos de 8/4 (todos en la modalidad individual).

### 2010
En mayo, se clasificó para el Torneo de Belgrado, perdiendo ante Horacio Zeballos en primera ronda. Con una invitación participó del Masters de Toronto en el mes de agosto, y venció al n.º 15 Jurgen Melzer en primera ronda.

## 2018
En el año 2018 obtuvo un curioso récord: se clasificó para los cuatro Grand Slams del año, todos ellos como perdedor afortunado tras haber perdido el último partido de cada una de las clasificaciones; y además en cada uno de los cuatro torneos perdió su único partido en la primera fecha.

## Títulos; 7 (1 + 6)
| Leyenda                        | Individuales | Dobles |
| ------------------------------ | ------------ | ------ |
| Grand Slam (tenis)\|Grand Slam | 0            | 0      |
| ATP World Tour Finals          | 0            | 0      |
| ATP World Tour Masters 1000    | 0            | 0      |
| ATP World Tour 500 Series      | 0            | 0      |
| ATP World Tour 250 Series      | 0            | 0      |
| ATP Challenger Series          | 1            | 6      |

### Individuales
| N.º | Fecha      | Torneo                | Superficie | Oponentes en la final | Resultado |
| --- | ---------- | --------------------- | ---------- | --------------------- | --------- |
| 1.  | 13.10.2013 | Challenger de Tiburón | Dura       | Matthew Ebden         | 7-5, 6-3  |

### Dobles
| N.º | Fecha      | Torneo                      | Superficie | Pareja         | Oponentes en la final                | Resultado       |
| --- | ---------- | --------------------------- | ---------- | -------------- | ------------------------------------ | --------------- |
| 1.  | 13.07.2008 | Challenger de Granby        | Dura       | Philip Bester  | Alberto Francis Nicholas Monroe      | 2-6, 6-1, 10-5  |
| 2.  | 05.02.2011 | Challenger de Burnie        | Dura       | Philip Bester  | Marinko Matosevic Jose Rubin Statham | 6-4, 3-6, 14-12 |
| 3.  | 20.07.2013 | Challenger de Granby        | Dura       | Erik Chvojka   | Adam El Mihdawy Ante Pavić           | 6-3, 6-4        |
| 4.  | 28.07.2013 | Challenger de Lexington (1) | Hard       | Frank Dancevic | Bradley Klahn Michael Venus          | 7-5, 6-3        |
| 5.  | 05.07.2014 | Challenger de Manta         | Dura       | Chase Buchanan | Luis David Martínez Eduardo Struvay  | 6-4, 6-4        |
| 6.  | 26.07.2014 | Challenger de Lexington (2) | Dura       | Adil Shamasdin | Chase Buchanan James McGee           | 6-4, 6-2        |